# سیستئین پروتئاز
سیستئین پروتئازها (انگلیسی: Cysteine proteases) که با نامِ «تیول پروتئازها» (انگلیسی: Thiol proteases) هم شناخته می‌شوند، آنزیم‌هایی هستند که کارشان تجزیهٔ پروتئین‌هاست.
این پروتئازها، مکانیسم کاتالیز مشابهی دارند که مشتمل بر یک تیول سیستئین هسته‌دوست است که بخش کاتالیتیک سه‌تایی یا چهارتایی دارد.
سیستئین پروتئازها به‌طور طبیعی در میوه‌هایی همچون پاپایا، آناناس، انجیر و کیوی یافت می‌شود و هنگامی که این میوه‌ها نارس باشند، بخش «پروتئاز» آن‌ها بیشتر است. در لاتکس بسیاری از تیره‌های گیاهی، سیستئین پروتئاز وجود دارد.
از این آنزیم‌ها در فرایند «نرم‌کردن گوشت» (برای تهیه بیفتک یا کباب) استفاده می‌شود.